# Tågfärja

Sveriges första färja, Tågfärjan Malmö mellan Malmö och Köpenhamn, 1912

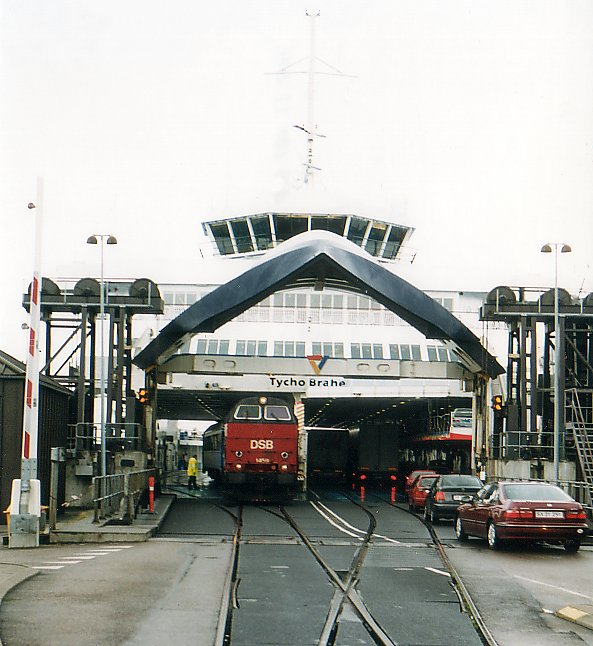
Helsingör, augusti 1999, tåget ombord på färjan för färd mot Helsingborg. Denna tågfärjelinje ersattes år 2000 av Öresundsbron och blev i stället en ren bilfärja.

En tågfärja eller järnvägsfärja är en färja som är byggd för transport av järnvägsvagnar ombord. Den första internationella tågfärjerutten i Skandinavien, Köpenhamn-Malmö, invigdes 1895 och upphörde 1986. Då hade Danske Statsbaner redan 1892 öppnat en "dansk inrikesled" mellan Helsingborg och Helsingör, som upphörde att vara tågfärjeled år 2000. Gedser–Warnemünde invigdes 1903 och gick mellan Danmark och Tyskland. 1995 upphörde tågfärjeförbindelsen. 1909 invigdes den andra tågfärjelinjen mellan Skandinavien och Tyskland, rutten Trelleborg-Sassnitz, som upphörde 2020. Strax efter andra världskriget uppstod provisorier som Trelleborg-Gdańsk, Trelleborg-Gdynia, Trelleborg-Warnemünde, Trelleborg-Odra Port och Gedser-Großenbrode. 1963 invigdes "Fågelvägsleden" Rødby-Puttgarden, som upphörde att vara tågfärjeled 2019. Ystad-Świnoujście-leden startade 1974 och upphörde som tågfärjeled 2018. Den enda återstående tågfärjeleden till Skandinavien är Trelleborg-Rostock, öppnad 1994.
Vanligen används tågfärjor där det inte finns någon landförbindelse, men kan också användas av politiska skäl eller kapacitetsskäl. Till exempel Ust-Luga–Baltijsk utgör en direktförbindelse till den ryska exklaven, utan att vagnarna behöver gå genom Vitryssland och Litauen. Mellan Sverige och dess grannländer har ett flertal tågfärjelinjer funnits, men flera har upphört då de istället blivit ersatta av broar.
Den enda återstående tågfärjeled i Europa som fortfarande fraktar persontåg är Villa san Giovanni–Messina. Tekirdag-Derince är en nyöppnad godsfärjeled i Turkiet, trafikerad av inköpta Trekroner från DanLink. I Turkiet finns även tågfärja på Vansjön, på sträckan Istanbul-Teheran.
I Europa fanns för övrigt:
- Helsingborg-Köpenhamn, godsvagnar
- Kristiansand-Hirtshals, godsvagnar
- Mæl-Tinnoset, godsvagnar, en kort period sovvagn
- Malmö-Travemünde, godsvagnar
- Göteborg-Frederikshavn, godsvagnar
- Hangö-, Åbo–Travemünde, godsvagnar (Ferroviasped) En för Finland viktig tågfärjelinje för godstrafik var länge Hangö–Travemünde, sedan 1998 omlagd till Åbo.
- Stockholm-Nådendal, godsvagnar
- Stockholm-Åbo, godsvagnar
- Hargshamn-Nystad, godsvagnar
- Saßnitz Mukran–Klaipėda, godsvagnar
- Ust-Luga–Baltijsk, godsvagnar
- Sassnitz Mukran-Baltijsk, godsvagnar
- Sassnitz Mukran-Ust-Luga, godsvagnar
- Golfo Aranci–Civitavecchia, godsvagnar
- Istanbul Sirkeci–Istanbul Haydarpasa, godsvagnar, materieltransport

Inom Sverige har funnits tågfärjor mellan Kalmar och Färjestaden (SJ) samt Bergkvara och Mörbylånga (SSA). En av trotjänarna var tågfärjan Malmöhus som trafikerade rutten Malmö-Köpenhamn. En annan var M/S Stena Scanrail som gick Göteborg–Frederikshavn.
Inom Danmark fanns tidigare linjer över Stora Bält, Lilla Bält, Storstrømmen, Oddesund, Sallingsund, Fyn–Langeland, Fyn–Sønderjylland och Fyn–Ærø. När Stora Bältbron invigdes för tågtrafik 1997 upphörde nattågstrafiken inom Danmark.